# Шатлис ле Марше
Шатлис ле Марше (фр. Châtelus-le-Marcheix) насеље је и општина у централној Француској у региону Лимузен, у департману Крез која припада префектури Гере.
По подацима из 2011. године у општини је живело 359 становника, а густина насељености је износила 8,31 становника/km². Општина се простире на површини од 43,2 km². Налази се на средњој надморској висини од 420 метара (максималној 650 m, а минималној 294 m).

## Демографија
| 1962. | 1968. | 1975. | 1982. | 1990. | 1999. | 2011. |
| ----- | ----- | ----- | ----- | ----- | ----- | ----- |
| 500   | 647   | 495   | 447   | 375   | 356   | 359   |

График промене броја становника у току последњих година